# Ламаркизам
Ламаркизам, познат и као ламарковско наслеђивање или нео-ламаркизам, је идеја да организам може да свом потомству пренесе физичке карактеристике које је организам родитељ стекао током коришћење или некоришћења у току свог живота. Ова теорија се такође назива наслеђивање стечених карактеристика или скорије меко наслеђивање. Ова идеја је добила име по француском зоологу Жан-Баптист Ламарку (1744–1829), који је инкорпорирао теорију меког наслеђивања из класичне ере у своју теорију еволуције као додатак свом концепту ортогенезе, тежњи ка биолошкој комплексности.
Уводни уџбеници стављају ламаркизам насупрот Дарвиновој теорији еволуције путем природне селекције. Међутим, Дарвинова књига О пореклу врста је такође прихватала идеју наследних ефеката коришћења и некоришћења, као и код Ламарка, а Дарвинов концепт пангенезе је на сличан начин имплицирао меко наслеђивање
Многи истраживачи од 1860-их наовамо су покушавали да пронађу доказе о ламарковском наслеђивању, али су сви докази одбачени, било као други механизми попут генетске контаминације, или просто као превара. За експеримент Аугуста Вајсмана који је у своје време сматран коначним, се сада сматра да није успео да оповргне ламаркизам, јер није узео у обзир коришћење и некоришћење. Касније је Менделова генетика заменила идеју наслеђивања стечених особина, коначно довевши до развоја модерне синтезе, и општег напуштања ламаркизма у биологији. Упркос овоме, интересовање за ламаркизам је опстало.
Студије из области епигенетике, генетике, и соматске хипермутације су истакле могуће наслевиђање особина стечених од стране претходне генерације. Категоризовање ових налаза као ламаркизам је оспоравано. Наслеђивање хологенома, који се састоји од генома свих симбиотских микроба организма као и сопственог генома, има унеколико ламарковски ефекат, али је по својим механизмима у потпуности дарвинистичко.